# Endoxyla tenebrifer
Endoxyla tenebrifer is een vlinder uit de familie van de Houtboorders (Cossidae). De wetenschappelijke naam van deze soort is voor het eerst voorgesteld als Cossus tenebrifer door Francis Walker in een publicatie uit 1865.
De soort komt voor in Australië.